# Ksiloza
Ksiloza (cf. grčki ξυλος, ksilos, drvo) je šećer koji je prvi put bio izolovan iz drveta, po čemu je dobio ime. Ksiloza se klasifikuje kao monosaharid aldopentoznog tipa. Ona sadrži pet atoma ugljenika, kao i aldehidnu funkcionalnu grupu. Ona je prekurzor hemiceluloze, jednog od glavnih konstituenata biomase. Kao i većina šećera, ona je javlja u nekoliko strukturnih oblika u zavisnosti od uslova. U obliku sa slobodnom karbonilnom grupom, ona je redukujući šećer.

## Struktura
Aciklična forma ksiloze ima hemijsku formulu . Ciklični hemiacetalni izomeri su zastupljeniji u rastvorima. Postoje dva tipa: piranoze, koje poseduju šestočlane  prstene, i furanoze sa petočlanim  prstenima (sa dodatnom  grupom). Svaki od tih prstena je podložan daljem izomerizmu, u zavisnosti od relativne orijentacije anomerne hidroksilne grupe.

## Literatura
- Lindhorst, Thisbe K. (2007). Essentials of Carbohydrate Chemistry and Biochemistry (1. изд.). Wiley-VCH. ISBN 978-3-527-31528-4.
- Robyt, John F. (1997). Essentials of Carbohydrate Chemistry (1. изд.). Springer. ISBN 978-0-387-94951-2.